# Heliocopris dolosus
Heliocopris dolosus là một loài bọ cánh cứng trong họ Bọ hung (Scarabaeidae).